# Équipe de Tchéquie de football au Championnat d'Europe 2016
Cet article relate le parcours de l'équipe de Tchéquie de football lors du Championnat d'Europe de football 2016 organisé en France du 10 juin au 10 juillet 2016.

## Qualifications
La Tchéquie termine première du groupe devant l'Islande et la Turquie.
| Rang | Équipe     | Pts | J  | G | N | P | Bp | Bc | Diff |  | Résultats (▼ dom., ► ext.) |     |     |     |     |     |     |
| ---- | ---------- | --- | -- | - | - | - | -- | -- | ---- |  | -------------------------- | --- | --- | --- | --- | --- | --- |
| 1    | Tchéquie   | 22  | 10 | 7 | 1 | 2 | 19 | 14 | +5   |  | Tchéquie                   |     | 2-1 | 0-2 | 2-1 | 2-1 | 1-1 |
| 2    | Islande    | 20  | 10 | 6 | 2 | 2 | 17 | 6  | +11  |  | Islande                    | 2-1 |     | 3-0 | 2-0 | 0-0 | 2-2 |
| 3    | Turquie    | 18  | 10 | 5 | 3 | 2 | 14 | 9  | +5   |  | Turquie                    | 1-2 | 1-0 |     | 3-0 | 3-1 | 1-1 |
| 4    | Pays-Bas   | 13  | 10 | 4 | 1 | 5 | 17 | 14 | +3   |  | Pays-Bas                   | 2-3 | 0-1 | 1-1 |     | 3-1 | 6-0 |
| 5    | Kazakhstan | 5   | 10 | 1 | 2 | 7 | 7  | 18 | -11  |  | Kazakhstan                 | 2-4 | 0-3 | 0-1 | 1-2 |     | 0-0 |
| 6    | Lettonie   | 5   | 10 | 0 | 5 | 5 | 6  | 19 | -13  |  | Lettonie                   | 1-2 | 0-3 | 1-1 | 0-2 | 0-1 |     |

## Phase finale
La Tchéquie se trouve dans le groupe D avec l'Espagne, la Turquie et la Croatie.
| Rang | Équipe   | Pts | J | G | N | P | Bp | Bc | Diff |
| ---- | -------- | --- | - | - | - | - | -- | -- | ---- |
| 1    | Croatie  | 7   | 3 | 2 | 1 | 0 | 5  | 3  | +2   |
| 2    | Espagne  | 6   | 3 | 2 | 0 | 1 | 5  | 2  | +3   |
| 3    | Turquie  | 3   | 3 | 1 | 0 | 2 | 2  | 4  | -2   |
| 4    | Tchéquie | 1   | 3 | 0 | 1 | 2 | 2  | 5  | -3   |

     Équipes qualifiées ; Pts = points ; J = joués ; G = gagnés ; N = nuls ; P = perdus ;

Bp = buts pour ; Bc = buts contre ; Diff = différence de buts.
| Match 8                                              | Espagne              | 1 - 0   | Tchéquie | Stadium, Toulouse                                 |                                                   |
| 13 juin 2016 · 15 h CEST · Historique des rencontres | ( Iniesta) Piqué 87e | (0 - 0) |          | Spectateurs : 29 400 Arbitrage : Szymon Marciniak | Spectateurs : 29 400 Arbitrage : Szymon Marciniak |
| 13 juin 2016 · 15 h CEST · Historique des rencontres | Rapport              |         |          | Spectateurs : 29 400 Arbitrage : Szymon Marciniak | Spectateurs : 29 400 Arbitrage : Szymon Marciniak |

| Match 20                                             | Tchéquie                         | 2 - 2   | Croatie                   | Stade Geoffroy-Guichard, Saint-Étienne            |                                                   |
| 17 juin 2016 · 18 h CEST · Historique des rencontres | Škoda 76e · Necid 90 + 3e (pen.) | (0 - 1) | 37e Perišić · 59e Rakitić | Spectateurs : 38 376 Arbitrage : Mark Clattenburg | Spectateurs : 38 376 Arbitrage : Mark Clattenburg |
| 17 juin 2016 · 18 h CEST · Historique des rencontres | Rapport                          |         |                           | Spectateurs : 38 376 Arbitrage : Mark Clattenburg | Spectateurs : 38 376 Arbitrage : Mark Clattenburg |

| Match 31                                             | Tchéquie | 0 - 2   | Turquie                               | Stade Bollaert-Delelis, Lens                    |                                                 |
| 21 juin 2016 · 21 h CEST · Historique des rencontres |          | (0 - 1) | 10e Yılmaz (Mor ) · 65e Ozan (Topal ) | Spectateurs : 32 836 Arbitrage : William Collum | Spectateurs : 32 836 Arbitrage : William Collum |
| 21 juin 2016 · 21 h CEST · Historique des rencontres | Rapport  |         |                                       | Spectateurs : 32 836 Arbitrage : William Collum | Spectateurs : 32 836 Arbitrage : William Collum |